# Porte de la Chapelle
La porte de la Chapelle, de son nom complet porte de la Chapelle-Saint-Denis est l'une des 17 portes percées dans l'enceinte de Thiers au milieu du XIXe siècle pour protéger Paris, en France.

## Situation et accès
La porte de la Chapelle est située dans le 18e arrondissement, au carrefour de la rue de la Chapelle, de l'avenue de la Porte-de-la-Chapelle et du boulevard Ney. Au nord de la porte débute la plaine Saint-Denis.
La route départementale 931 et l'autoroute A1 partent de cette porte, qui est aujourd'hui un très important carrefour routier, peu accueillant aux piétons et cyclistes. L'interconnexion de ces deux routes avec le boulevard périphérique de Paris crée un important nœud routier.

### Réseau RATP
La porte de la Chapelle était le terminus de la ligne 12 du métro (station Porte de la Chapelle) de 1916 jusqu'en décembre 2012, avant que la ligne ne soit prolongée jusqu'à la station Front populaire. De décembre 2012 à novembre 2018, la ligne de tramway 3b y avait également son terminus avant d'être étendue jusqu'à la Porte d'Asnières. Autrefois[Quand ?], les tramways qui desservaient la plaine Saint-Denis et Saint-Denis, ainsi que la station La Chapelle-Saint-Denis sur la ligne de Petite Ceinture, faisaient également halte à la porte de la Chapelle.

## Origine du nom
Elle porte ce nom car elle faisait suite à la rue de la Chapelle, ex Grand-Rue de la commune de la Chapelle.

## Historique

### L'enceinte de Thiers
Territoire de la commune de La Chapelle jusqu’à son annexion à Paris en 1860, la zone perd sa vocation agricole au XIXe siècle par la poussée démographique parisienne puis l’élévation, de 1840 à 1841, de l’enceinte de Thiers qui suivait le tracé des actuels Boulevards des Maréchaux.
La porte de la Chapelle-Saint-Denis était une vaste entrée des fortifications de 1840, qui contrôlait la route impériale numéro 1 de Paris à Calais par Saint-Denis et qui faisait suite à la rue de la Chapelle, ancienne grand-rue de la commune de La Chapelle, de nos jours disparue. Après 1860, elle sépare Paris (72e quartier de Paris, dit quartier de la Chapelle) de Saint-Denis[réf. souhaitée]. L’axe est situé sur le tracé de l’ancienne voie romaine de Lutèce vers les villes du nord. 
Puis, à la faveur de l'importante desserte ferroviaire (réseau Nord et ligne de Petite Ceinture avec la gare de La Chapelle-Saint-Denis), le secteur accueille des halles et des entrepôts.

### Urbanisation
L’enceinte de Thiers est déclassée en 1921 et progressivement détruite, laissant de nouveaux espaces.
En 1944, le site est l'objet d'un bombardement des forces alliées visant les infrastructures ferroviaires qui détruit de nombreuses habitations. Des bombes non explosées sont retrouvées plusieurs décennies après.
L'échangeur reliant la porte au boulevard périphérique est édifié entre octobre 1964 et octobre 1966.
En 1967-1968, sont construits les gratte-ciel La Sablière et Super Chapelle. Au début des années 1990, la résidence Valentin-Abeille est édifiée entre la bretelle de sortie du boulevard périphérique intérieur et le cimetière parisien de La Chapelle.
Une partie délimite la ZAC Gare des Mines-Fillettes.

### Renouvellement urbain
À partir de 2002, la porte de La Chapelle est intégrée au secteur d'aménagement de Paris Nord-Est (PNE), puis Paris Nord-Est élargi (PNEE), comprenant plusieurs aménagements urbains : la création du quartier Chapelle international sur un site de 7 hectares occupé par une ancienne halle logistique ferroviaire (lancement du projet urbain en 2008 par la validation du programme par le conseil de Paris), l'ouverture du site parisien du Campus Condorcet (projet porté par une fondation de coopération scientifique depuis 2008), le projet de ZAC Gare des Mines-Fillettes (signature en 2008 d'un protocole pour la création d’un quartier intercommunal), la construction de l'équipement sportif Paris Arena II dans l'optique des Jeux olympiques d'été de 2024 (en cours de construction depuis début mars 2020), ainsi que l'aménagement du parc urbain Chapelle-Charbon, réalisé en plusieurs étapes depuis 2020. 

La porte de la Chapelle à différentes époques
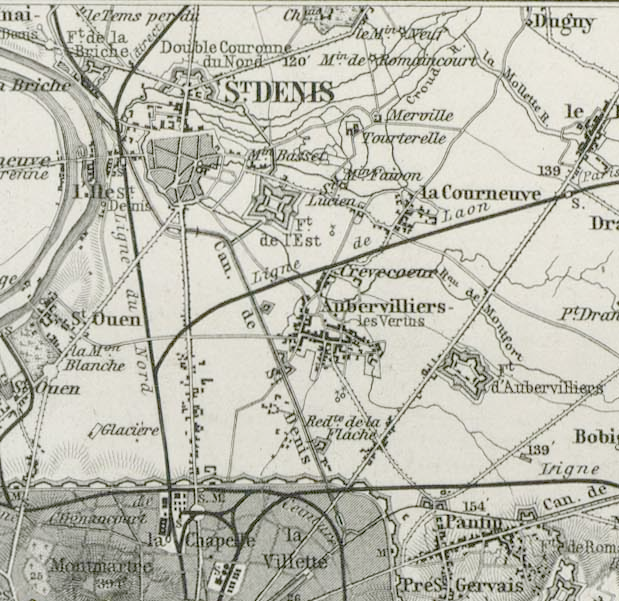
Situation à l'époque des fortifications de Paris.
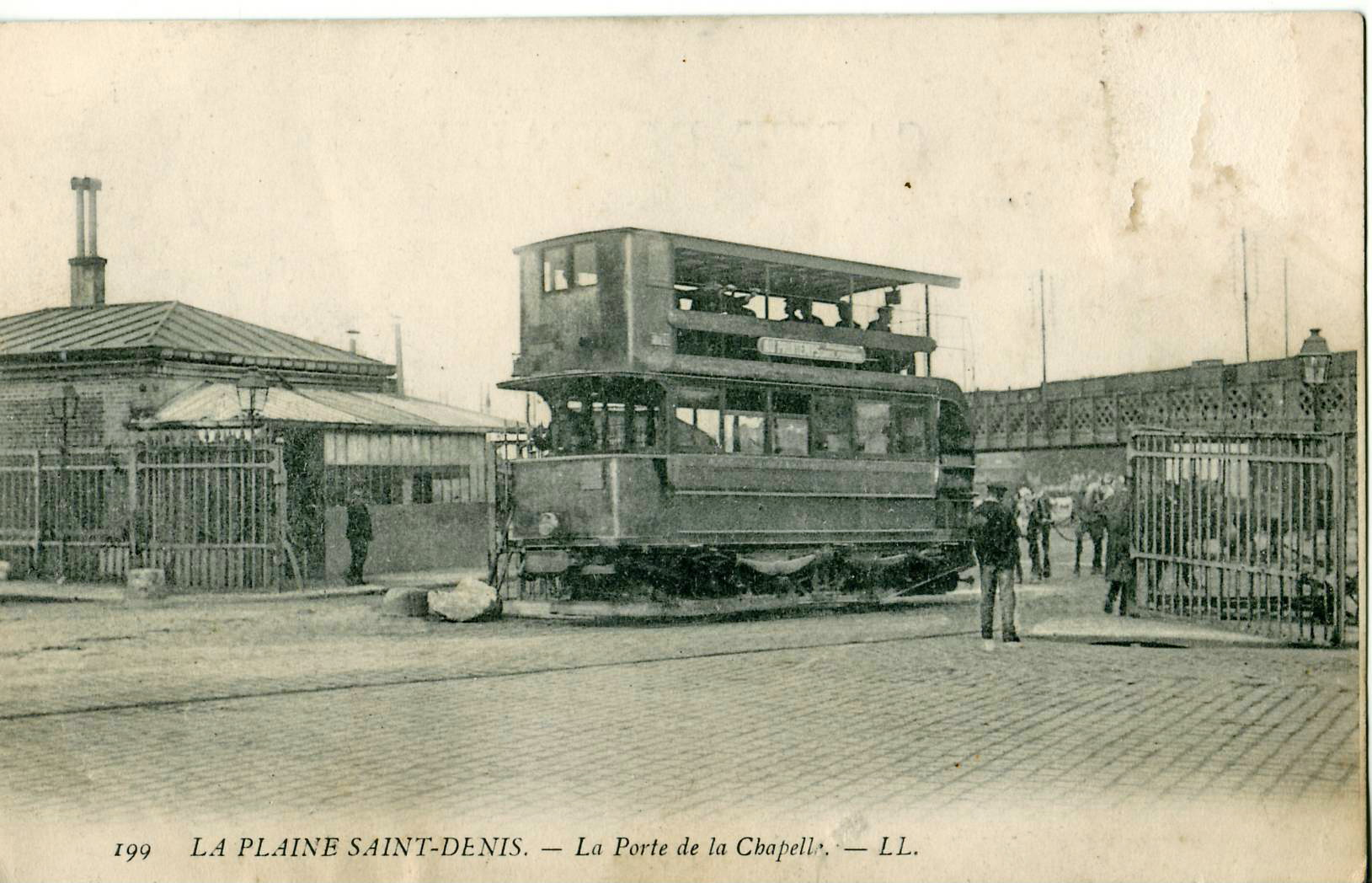
Tramway Saint-Denis - Paris au début du XXe siècle, à la barrière de la porte de la Chapelle. En arrière-plan, le pont Hainguerlot.
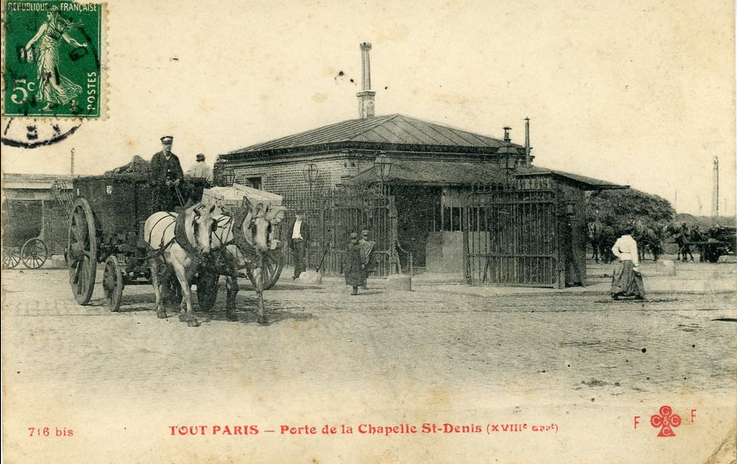
Paris, Porte de la Chapelle-Saint-Denis, vers 1900.

### Les «migrants de la Chapelle» et la colline du crack

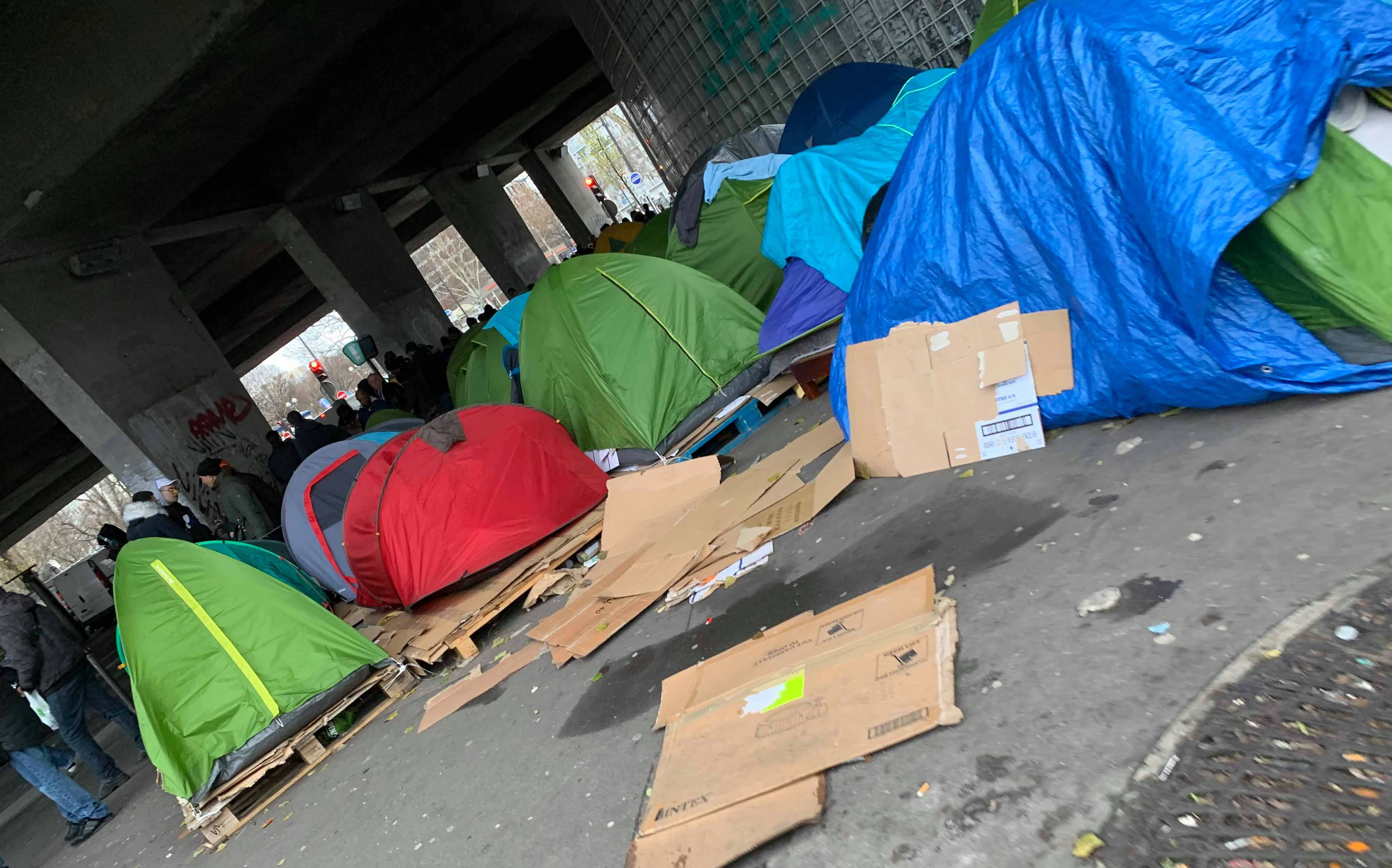
Campement de migrants porte de la Chapelle.

À partir de 2015 et du démantèlement progressif de la « jungle de Calais », des campements de migrants aux profils très divers (familles ou personnes seules, personnes en transit ou demandeurs d’asile, dont une partie est en droit d'obtenir l'asile en France) se sont progressivement mis en place dans le quartier La Chapelle, tout d'abord sous la station de métro La Chapelle, puis de part et d’autre de la porte de la Chapelle, côté capitale et côté Seine-Saint-Denis.
L'ouverture de centres d'accueil et d'hébergement humanitaire opérée dès 2016, ne résorbe pas suffisamment le nombre de personnes à la rue. Au gré des expulsions successives et souvent violentes,,, ces campements abritant parfois des milliers de personnes se reforment régulièrement après chaque dispersion,.
Outre les difficultés liées à la présence de populations migrantes sans domicile, le quartier cumule les problèmes de propreté, de prostitution, de drogue, d'insécurité et de criminalité illustrés notamment par la colline du crack,. Certaines associations humanitaires s'inquiètent de son voisinage et constatent « une porosité » entre les deux publics, la situation de grande précarité de certains migrants les exposant à une première prise de stupéfiants— parfois offerte par des trafiquants, —, créant une dépendance dès les premières prises.

## Mobilier urbain
Des fontaines de style Art déco sont installées sur le carrefour de la porte de la Chapelle en 1935. Constituées de deux buffets de pierre de taille pesant dix tonnes chacun, elles sont ornées de trois mascarons de bronze desquels jaillissait l’eau qui venait se jeter dans les bassins. 
En 2014, elles sont retirées en prévision de travaux de prolongement du tramway entre la porte de la Chapelle et la porte d'Asnières. Les travaux achevés, leur réinstallation n'a pas lieu malgré les promesses précédentes ; elles sont finalement considérées comme « disparues » par les autorités municipales en avril 2021,. Les deux buffets auraient été détruits il y a plusieurs années, tandis que les mascarons, d'abord annoncés comme conservés dans un local de la Direction des espaces verts, aux jardins d'Éole dans le 18e arrondissement, restent introuvables. 
En juillet de la même année, les mascarons sont finalement restitués au commissariat de police du 18e arrondissement. Ils auraient été volés puis revendus à une tierce personne qui, devant l'emballement médiatique, les aurait remis à la police.